# Premier League Russa
A Rosískaya Futbólnaya Premier-League (em português:  Primeira Liga de Futebol Russo), mais conhecida como Premier League Russa de Futebol é a principal divisão da liga de futebol profissional na Rússia. 
Atualmente, são 16 clubes disputando a competição. A liga tem duas vagas qualificatórias para a Liga dos Campeões concedidas aos dois primeiros colocados no final da temporada e três vagas na Liga Europa alocadas para a terceira, quarta e quinta equipes. As duas últimas equipes são rebaixadas diretamente para a Liga Nacional de Futebol no final da temporada, enquanto os 13º e 14º colocados disputam partidas adicionais contra os 3º e 4º colocados da divisão inferior para decidir se permanecem ou também são rebaixados.
A Premier League Russa foi estabelecida em 2001 e sucedeu a Top Division. A Top Division era executada pela Liga de Futebol Profissional da Rússia. A criação da Premier League é considerada por conceder aos clubes um grau maior de independência. E desde a fundação da Russian Premier League, em 2001, Zenit São Peterburgo é o recordista de títulos, com 10 títulos.

## História
Após a dissolução da União Soviética, começando em 1992, cada uma das ex-repúblicas soviéticas organizou um campeonato nacional independente. Na Rússia, os seis times russios que tinham jogado na Top League Soviética, em 1991 (CSKA Moskva, Spartak Moskva, Torpedo, Dínamo de Moscou, Spartak Vladikavkaz, e o Lokomotiv Moskva) foram complementados com 14 times das divisões inferiores para formar a Top Division Russa com 20 times. A Top Division foi, mais tarde, dividida em dois grupos para reduzir o número total de partidas. O número de times na Top Division foi reduzida gradualmente para 18 em 1993 e 16 em 1994. Desde então, a Top Division Russa (e subsequentemente a Premier League) tem consistido de 16 times, exceto por um curto experimento com dois times a mais em 1996 e 1997.
O Spartak Moskva foi a força dominante na Top Division, vencendo nove dos primeiros dez títulos. O Spartak-Alania Vladikavkaz, foi o único time que conseguiu quebrar o domínio do Spartak, vencendo o título da Top Division em 1995.
O Lokomotiv Moskva venceu o título duas vezes, e o CSKA Moskva seis vezes.
Em 2007, o Zenit, subiu para o topo, conquistando o título pela primeira vez na sua história no futebol profissional russo; eles tinham conquistado também um título soviético em 1984. O ano de 2008 representou o auge da ascensão do Rubin, um clube totalmente novo para o principal divisão russa, já que ele nunca tinha sequer competido na Top League Soviética.

## Competição

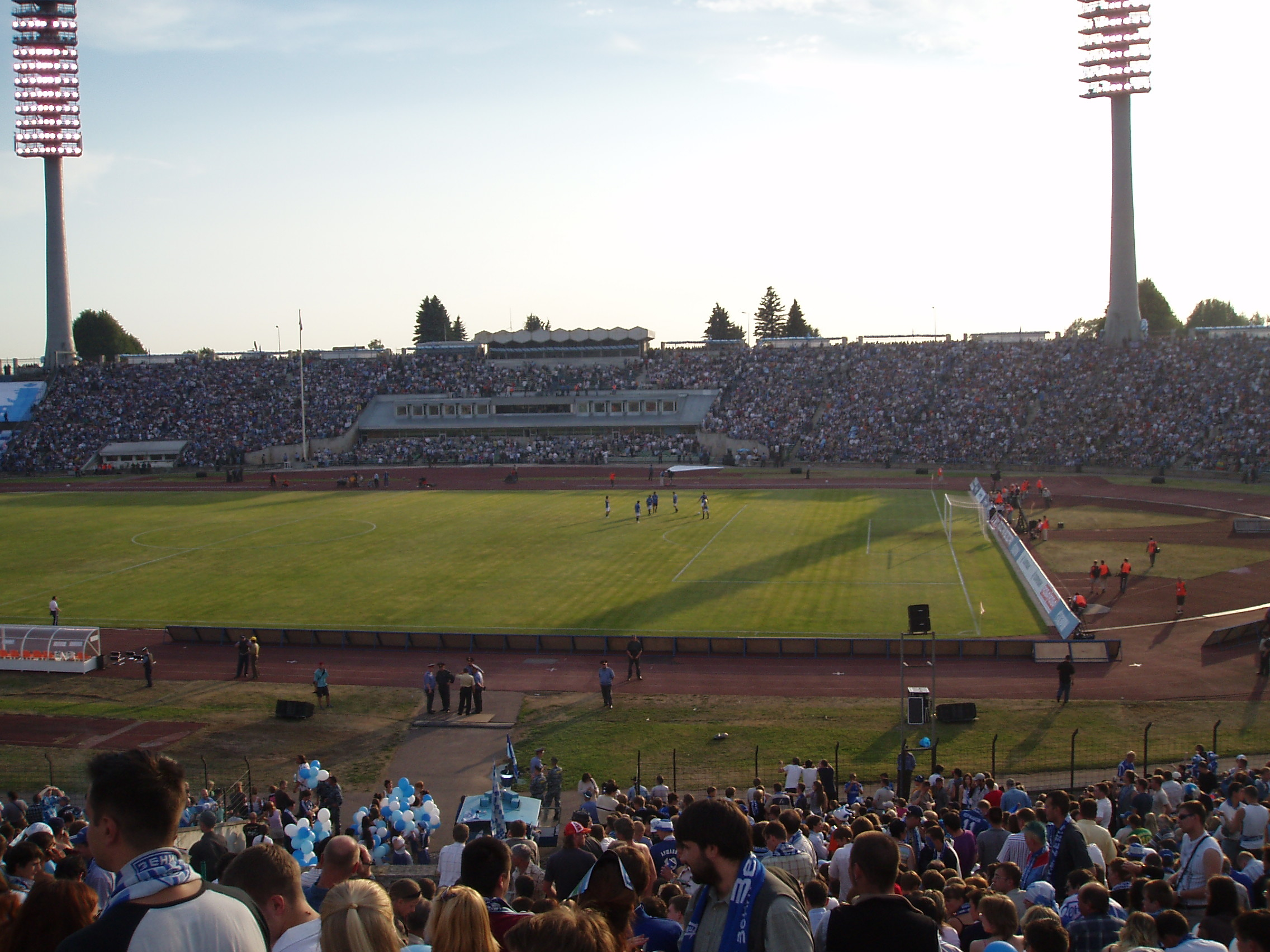
Partida da Premier League entre Zenit e Dynamo (a última partida do Zenit no Kirov Stadium, o estádio já foi parcialmente demolido.)

Os times da Premier League Russa jogam duas vezes um contra o outro, uma vem em casa e uma vez fora de casa, num total de 30 partidas. Três pontos são conquistados pela vitória, um pelo empate e nenhum pela derrota. Se os times estiverem igualados nos pontos, os desempates são o número de vitórias, em seguida, o saldo de gols, seguido por diversos outros fatores. Se os times estiverem empatados na primeira posição, os desempates são o número de vitórias, em seguida, os resultados de confronto direto. Se os times empatados na primeira posição não puderem ser separados por esses desempates, então um campeonato eliminatório é requerido.

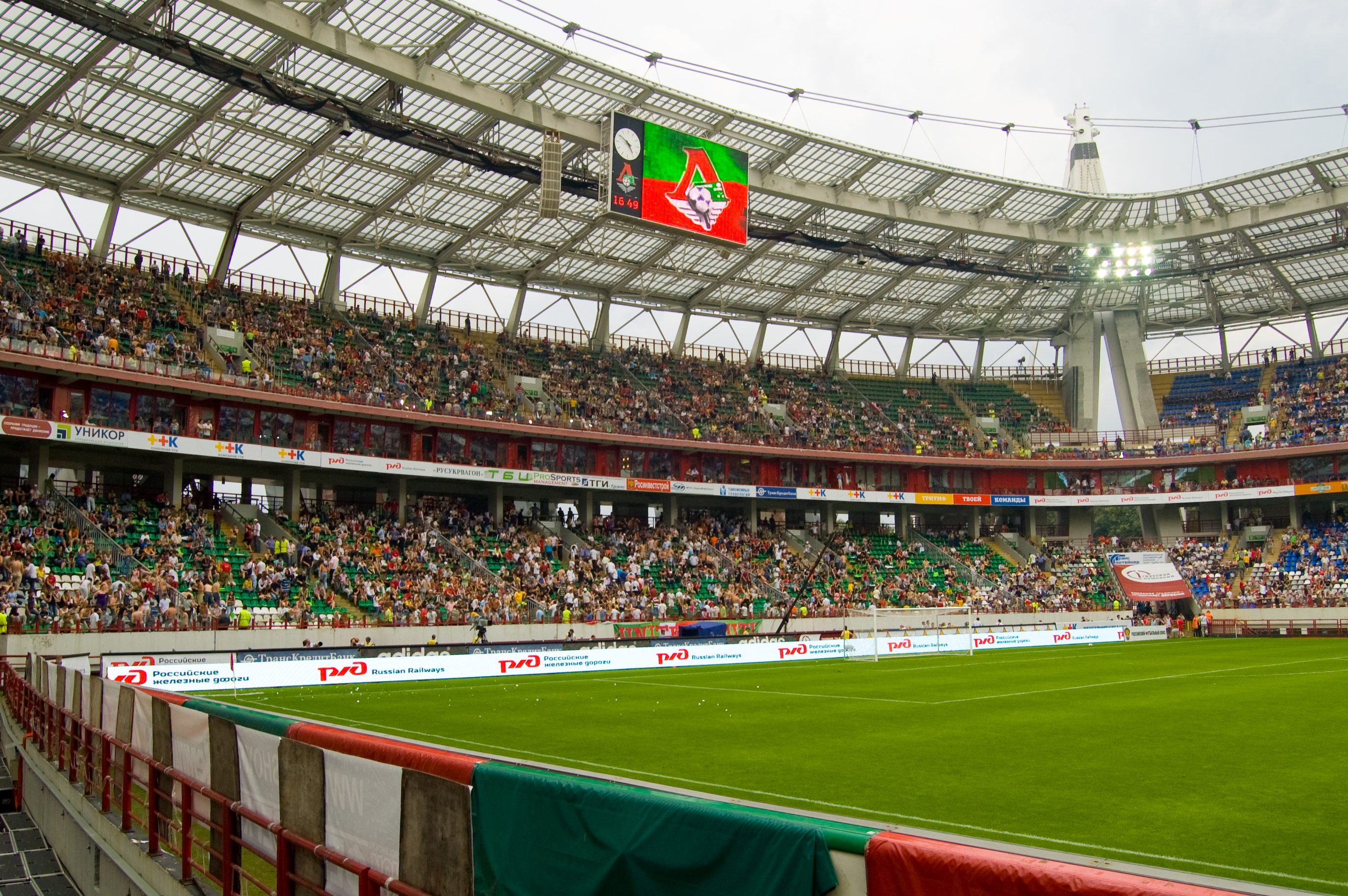
Partida da Premier League entre Lokomotiv Moskva e Spartak Moskva no Lokomotiv Stadium

Assim como em 2010, o campeão e o vice-campeão de se qualificam para a Liga dos Campeões da UEFA. O terceiro, quarto e quinto colocados se qualificam para a Liga Europa da UEFA. Os dois últimos times são rebaixados para a LNF.
Ao contrário da maioria das outras ligas europeias de futebol, a liga tradicionalmente acontecia no verão, de março até novembro, para evitar disputar jogos nos climas de frio e com neve no inverno. Isso foi alterado antes da temporada 2012-13, com a liga planejando executar a temporada a partir do outono até a primavera. A temporada de transição começou no início de 2011 e continuou até o verão de 2012. Depois de os 16 times da Premier League terem jogado duas vez um contra o outro através do curso do calendário anual de 2011, eles foram divididos em dois grupos de oito, e os times jogaram contra as outras equipes nos seus grupos mais duas vezes, num total de 44 jogos (30 em 2011 e 14 em 2012), com os oito primeiros clubes disputando pelo título e as vagas europeias. As outras equipes competia para evitar o rebaixamento: os dois últimos colocados caíam enquanto os outros dois mais próximos jogavam contra as equipes terceira e quartas colocadas na FNL, com os dois perdedores sendo rebaixados (ou negados à promoção). Sob o calendário atual de outono-inverno, a liga realiza um intervalo de três meses a partir do meio de dezembro até o meio de março.
A Rússia era uma república da União Soviética, portanto, todos os clubes de futebol do país disputavam o Campeonato Soviético de Futebol.
No final de 1991, portanto após o campeonato deste ano, a União Soviética desintegrou-se, e a Rússia tornou-se uma república independente, fundando o Campeonato Russo de Futebol no ano seguinte, 1992.

### Campeonato juvenil
O Campeonato Juvenil é uma liga que é executada em paralelo com a Premier League Russa e inclui os juniores ou os times B da Premier League Russa. O número de jogadores com mais de 21 anos e se uma cidadania russa que um time pode ter em campo é limitado. Dezesseis equipes participam da liga. As partidas são jogadas, geralmente, um dia antes do jogo das equipes de seniores dos respectivos times. Todas as equipes da Premier League Russa são obrigadas a terem uma equipe jovem que participará da Campeonato Juvenil. As equipes que são promovidas a partir da FNL e não tem uma equipe de juniores devem criar uma. Os times do campeonato não são rebaixados com base na sua posição final, mas na posição na liga dos seus respectivos clubes de seniores.
Note-se, entretanto, que alguns clubes da Premier League têm três times. Além do time de seniores e o que joga no Campeonato Juvenil, uma equipe pode ter outro time de seniores que joga numa divisão inferior do futebol russo alto equipa que joga em uma divisão inferior do futebol russo e serve como o "celeiro" para o time principal. Alguns exemplos incluem o Spartak Moskva-2, Krasnodar-2 e Rubin-2, jogando na LNF.

#### Campeões juvenis desde 2001
- 2001: Rotor Volgograd
- 2002: Dínamo de Moscou
- 2003: Dínamo de Moscou
- 2004: Terek
- 2005: CSKA Moscou
- 2006: Spartak Moscou
- 2007: Spartak Moscou
- 2008: Spartak Moscou
- 2009: Zenit
- 2010: Spartak Moscou
- 2011: Lokomotiv Moscou
- 2012: Dínamo de Moscou
- 2012–13: Spartak Moscou
- 2013–14: Dínamo de Moscou
- 2014–15: Dínamo de Moscou
- 2015–16: Lokomotiv Moscou
- 2016-17: Spartak Moscou
- 2017-18: Krasnodar
- 2018-19: CSKA Moscou
- 2019-20: Dínamo de Moscou
- 2020-21: CSKA Moscou
- 2021-22: CSKA Moscou

## Ranqueamento da UEFA para as ligas[4]
- 1.  Premier League (23,928)
- 2.  La Liga (19,357)
- 3.  Serie A (16,285)
- 4.  Bundesliga (15,214)
- 5.  Ligue 1 (7,916)
- 6.  Primeira Liga (9,600)
- 7.  Eredivisie (9,200)
- 8.  Premier League Russa (4,333)

## Campeões
| Temporada | Campeão            | Vice-campeão       | Artilheiro                                                                     |
| --------- | ------------------ | ------------------ | ------------------------------------------------------------------------------ |
| 1992      | Spartak Moscou     | Alania Vladikavkaz | Veli Kasumov (Dínamo Moscou, 16 gols)                                          |
| 1993      | Spartak Moscou     | Rotor Volgograd    | Viktor Panchenko (KAMAZ Naberezhnye Chelny, 21 gols)                           |
| 1994      | Spartak Moscou     | Dinamo Moscou      | Igor Simutenkov (Dínamo Moscou, 21 gols)                                       |
| 1995      | Alania Vladikavkaz | Lokomotiv Moscou   | Oleg Veretennikov (Rotor Volgogrado, 25 gols)                                  |
| 1996      | Spartak Moscou     | Alania Vladikavkaz | Aleksandr Maslov (Rostov, 23 gols)                                             |
| 1997      | Spartak Moscou     | Rotor Volgograd    | Oleg Veretennikov (Rotor Volgogrado, 22 gols)                                  |
| 1998      | Spartak Moscou     | CSKA Moscou        | Oleg Veretennikov (Rotor Volgogrado, 22 gols)                                  |
| 1999      | Spartak Moscou     | Lokomotiv Moscou   | Giorgi Demetradze (Alania Vladikavkaz, 21 gols)                                |
| 2000      | Spartak Moscou     | Lokomotiv Moscou   | Dmitriy Loskov (Lokomotiv Moscou, 15 gols)                                     |
| 2001      | Spartak Moscou     | Lokomotiv Moscou   | Dmitriy Vyazmikin (Torpedo Moscou, 18 gols)                                    |
| 2002      | Lokomotiv Moscou   | CSKA Moscou        | Rolan Gusev (CSKA Moscou, 15 gols) Dmitriy Kirichenko (CSKA Moscou, 15 gols)   |
| 2003      | CSKA Moscou        | Zenit              | Dmitriy Loskov (Lokomotiv Moscou, 14 gols)                                     |
| 2004      | Lokomotiv Moscou   | CSKA Moscou        | Alexander Kerzhakov (Zenit, 18 gols)                                           |
| 2005      | CSKA Moscou        | Spartak Moscou     | Dmitriy Kirichenko (FC Moscou, 14 gols)                                        |
| 2006      | CSKA Moscou        | Spartak Moscou     | Roman Pavlyuchenko (Spartak Moscou, 18 gols)                                   |
| 2007      | Zenit              | Spartak Moscou     | Roman Pavlyuchenko (Spartak Moscou, 14 gols) Roman Adamov (FC Moscou, 14 gols) |
| 2008      | Rubin Kazan        | CSKA Moscou        | Vágner Love (CSKA Moscou, 20 gols)                                             |
| 2009      | Rubin Kazan        | Spartak Moscou     | Welliton (Spartak Moscou, 16 gols)                                             |
| 2010      | Zenit              | CSKA Moscou        | Welliton (Spartak Moscou, 15 gols)                                             |
| 2011–12   | Zenit              | Spartak Moscou     | Seydou Doumbia (CSKA Moscou, 28 gols)                                          |
| 2012–13   | CSKA Moscou        | Zenit              | Yura Movsisyan (Spartak Moscou, 13 gols) Wanderson (Krasnodar, 13 gols)        |
| 2013–14   | CSKA Moscou        | Zenit              | Hulk (Zenit, 15 gols)                                                          |
| 2014–15   | Zenit              | CSKA Moscou        | Hulk (Zenit, 15 gols)                                                          |
| 2015–16   | CSKA Moscou        | Rostov             | Fyodor Smolov (Krasnodar, 20 gols)                                             |
| 2016–17   | Spartak Moscou     | CSKA Moscou        | Fyodor Smolov (Krasnodar, 18 gols)                                             |
| 2017–18   | Lokomotiv Moscou   | CSKA Moscou        | Quincy Promes (Spartak Moscou, 15 gols)                                        |
| 2018–19   | Zenit              | Lokomotiv Moscou   | Fyodor Chalov (CSKA Moscou, 15 gols)                                           |
| 2019–20   | Zenit              | Lokomotiv Moscou   | Sardar Azmoun (Zenit, 17 gols) Artem Dzyuba (Zenit, 17 gols)                   |
| 2020–21   | Zenit              | Spartak Moscou     | Artem Dzyuba (Zenit, 20 gols)                                                  |
| 2021–22   | Zenit              | Sochi              | Gamid Agalarov (Ufa, 19 gols) (Zenit, 20 gols)                                 |
| 2022–23   | Zenit              | CSKA Moscou        | Malcom, (Zenit, 23 gols)                                                       |
| 2023–24   | Zenit              | CSKA Moscou        | Mateo Cassierra, (Zenit, 21 gols)                                              |
| 2024–25   | Krasnodar          | Zenit              | Manfred Ugalde, (Spartak Moscou, 17 gols)                                      |

### Títulos
| Clube              | Títulos | Anos                                                                               |
| Spartak Moskva     | 10      | 1992, 1993, 1994, 1996, 1997, 1998, 1999, 2000, 2001, 2016–17                      |
| Zenit              | 10      | 2007, 2010, 2011–12, 2014–15, 2018–19, 2019–20, 2020–21, 2021–22, 2022-23, 2023–24 |
| CSKA Moskva        | 6       | 2003, 2005, 2006, 2012–13, 2013–14, 2015–16                                        |
| Lokomotiv Moskva   | 3       | 2002, 2004, 2017–18                                                                |
| Rubin              | 2       | 2008, 2009                                                                         |
| Alania Vladikavkaz | 1       | 1995                                                                               |
| Krasnodar          | 1       | 2024–25                                                                            |

### Títulos por cidade
| Cidade          | Clubes                                      | Títulos | Anos |
| Moscou          | Spartak Moskva Lokomotiv Moskva CSKA Moskva | 19      | 1992, 1993, 1994, 1996, 1997, 1998, 1999, 2000, 2001, 2002, 2003, 2004, 2005, 2006, 2012–13, 2013–14, 2015–16, 2016–17, 2017–18 |
| São Petersburgo | Zenit                                       | 10      | 2007, 2010, 2011–12, 2014–15, 2018–19, 2019–20, 2020–21, 2021–22, 2022–23, 2023–24                                              |
| Cazã            | Rubin                                       | 2       | 2008, 2009 |
| Vladikavkaz     | Alania                                      | 1       | 1995 |
| Krasnodar       | Krasnodar                                   | 1       | 2024–25 |

## Tabela de todos os tempos
Atualizada até 10 de julho de 2015.
| Posição | Clube1                         | Temporadas | Spells | Temporada mais recente | Jogos2 | Vitórias | Empates | Derrotas | Gols     | Pontos3 | Títulos | Vices | Terceiros | Notas                                            |
| ------- | ------------------------------ | ---------- | ------ | ---------------------- | ------ | -------- | ------- | -------- | -------- | ------- | ------- | ----- | --------- | ------------------------------------------------ |
| 1       | Spartak Moskva                 | 23         | 1      |                        | 713    | 391      | 177     | 145      | 1330-750 | 1350    | 9       | 5     | 2         |                                                  |
| 2       | CSKA Moskva                    | 23         | 1      |                        | 713    | 368      | 167     | 178      | 1150-691 | 1271    | 5       | 6     | 3         |                                                  |
| 3       | Lokomotiv Moskva               | 23         | 1      |                        | 713    | 351      | 198     | 164      | 1049-658 | 1251    | 2       | 4     | 5         |                                                  |
| 4       | Dynamo Moscow                  | 23         | 1      |                        | 712    | 302      | 202     | 208      | 1028-818 | 1108    | -       | 1     | 4         |                                                  |
| 5       | Zenit                          | 20         | 2      |                        | 622    | 299      | 177     | 146      | 974-629  | 1074    | 4       | 3     | 2         |                                                  |
| 6       | Krylya Sovetov                 | 22         | 2      |                        | 686    | 218      | 189     | 279      | 743-901  | 843     | -       | -     | 1         |                                                  |
| 7       | Rostov                         | 21         | 3      |                        | 652    | 175      | 191     | 286      | 681-921  | 716     | -       | -     | -         |                                                  |
| 8       | Torpedo Moscow                 | 16         | 2      | 2014–15                | 492    | 188      | 142     | 162      | 625-598  | 706     | -       | -     | 1         |                                                  |
| 9       | Alania Vladikavkaz             | 16         | 3      | 2012–13                | 489    | 179      | 109     | 201      | 630-663  | 646     | 1       | 2     | -         | Dissolvido e restabelecido em 2014               |
| 10      | Rubin                          | 12         | 1      |                        | 374    | 165      | 108     | 101      | 507-361  | 603     | 2       | -     | 2         |                                                  |
| 11      | Rotor Volgograd                | 13         | 1      | 2004                   | 402    | 151      | 109     | 142      | 562-506  | 562     | -       | 2     | 1         |                                                  |
| 12      | Saturn Moscow Oblast           | 12         | 1      | 2010                   | 360    | 120      | 121     | 119      | 396-378  | 481     | -       | -     | -         |                                                  |
| 13      | Amkar                          | 11         | 1      |                        | 344    | 99       | 110     | 135      | 321-416  | 407     | -       | -     | -         |                                                  |
| 14      | Moscow                         | 9          | 1      | 2009                   | 270    | 92       | 83      | 95       | 295-311  | 359     | -       | -     | -         | Dissolvido em 2010                               |
| 15      | Shinnik Yaroslavl              | 10         | 4      | 2008                   | 304    | 85       | 86      | 133      | 294-403  | 341     | -       | -     | -         |                                                  |
| 16      | Kuban                          | 8          | 5      |                        | 254    | 70       | 85      | 99       | 270-335  | 295     | -       | -     | -         |                                                  |
| 17      | Tom                            | 8          | 2      | 2013–14                | 254    | 72       | 72      | 110      | 242-331  | 288     | -       | -     | -         |                                                  |
| 18      | Chernomorets Novorossiysk      | 8          | 2      | 2003                   | 248    | 74       | 65      | 109      | 274-357  | 287     | -       | -     | -         |                                                  |
| 19      | Anji                           | 7          | 2      |                        | 224    | 73       | 66      | 85       | 247-265  | 285     | -       | -     | 1         |                                                  |
| 20      | Akhmat                         | 8          | 2      |                        | 254    | 77       | 60      | 117      | 249-339  | 285 4   | -       | -     | -         |                                                  |
| 21      | Ural                           | 7          | 2      |                        | 218    | 75       | 43      | 100      | 274-331  | 268     | -       | -     | -         |                                                  |
| 22      | Lokomotiv Nizhny Novgorod      | 8          | 2      | 2000                   | 248    | 68       | 63      | 117      | 233-356  | 267     | -       | -     | -         | Dissolvido em 2006                               |
| 23      | Zhemchuzhina Sochi             | 7          | 1      | 1999                   | 222    | 61       | 57      | 104      | 263-390  | 240     | -       | -     | -         | Dissolvido em 2003 e 2013, restabelecido em 2007 |
| 24      | Spartak Nalchik                | 6          | 1      | 2011–12                | 194    | 54       | 57      | 83       | 207-239  | 219     | -       | -     | -         |                                                  |
| 25      | Krasnodar                      | 4          | 1      |                        | 134    | 60       | 33      | 41       | 201-166  | 213     | -       | -     | 1         |                                                  |
| 26      | Energia-Tekstilshchik Kamyshin | 5          | 1      | 1996                   | 158    | 53       | 43      | 62       | 172-177  | 202     | -       | -     | -         |                                                  |
| 27      | KAMAZ Naberezhnye Chelny       | 5          | 1      | 1997                   | 162    | 51       | 32      | 79       | 198-253  | 179 5   | -       | -     | -         |                                                  |
| 28      | Uralan Elista                  | 5          | 2      | 2003                   | 150    | 36       | 39      | 75       | 138-225  | 147     | -       | -     | -         | Dissolvido em 2005, restabelecido em 2014        |
| 29      | Luch-Energia Vladivostok       | 4          | 2      | 2008                   | 124    | 34       | 32      | 58       | 116-187  | 134     | -       | -     | -         |                                                  |
| 30      | Baltika Kaliningrad            | 3          | 1      | 1998                   | 98     | 30       | 37      | 31       | 114-111  | 127     | -       | -     | -         |                                                  |
| 31      | Fakel Voronezh                 | 4          | 3      | 2001                   | 124    | 31       | 29      | 64       | 101-175  | 122     | -       | -     | -         |                                                  |
| 32      | Dynamo Stavropol               | 3          | 1      | 1994                   | 94     | 27       | 23      | 44       | 94-125   | 104     | -       | -     | -         | Dissolvido em 2014, restabelecido em 2015        |
| 33      | Tyumen                         | 5          | 3      | 1998                   | 154    | 25       | 26      | 103      | 116-326  | 101     | -       | -     | -         |                                                  |
| 34      | Volga Nizhny Novgorod          | 3          | 1      | 2013–14                | 104    | 25       | 16      | 63       | 87-171   | 91      | -       | -     | -         |                                                  |
| 35      | Okean Nakhodka                 | 2          | 1      | 1993                   | 64     | 22       | 14      | 28       | 65-83    | 80      | -       | -     | -         | Dissolvido em 2015                               |
| 36      | Khimki                         | 3          | 1      | 2009                   | 90     | 17       | 23      | 50       | 86-151   | 74      | -       | -     | -         |                                                  |
| 37      | Asmaral Moscow                 | 2          | 1      | 1993                   | 60     | 19       | 11      | 30       | 74-102   | 68      | -       | -     | -         | Dissolvido em 1999                               |
| 38      | Sokol Saratov                  | 2          | 1      | 2002                   | 60     | 17       | 13      | 30       | 55-87    | 64      | -       | -     | -         |                                                  |
| 39      | Mordovia                       | 2          | 2      |                        | 60     | 16       | 10      | 34       | 52-100   | 58      | -       | -     | -         | Dissolvido em agosto de 2020                     |
| 40      | Lada Togliatti                 | 2          | 2      | 1996                   | 64     | 10       | 16      | 38       | 42-105   | 46      | -       | -     | -         |                                                  |
| 41      | Ufa                            | 1          | 1      |                        | 30     | 7        | 10      | 13       | 26-39    | 31      | -       | -     | -         |                                                  |
| 42      | Arsenal Tula                   | 1          | 1      | 2014–15                | 30     | 7        | 4       | 19       | 20-46    | 25      | -       | -     | -         |                                                  |
| 43      | Sibir Novosibirsk              | 1          | 1      | 2010                   | 30     | 4        | 8       | 18       | 34-58    | 20      | -       | -     | -         | Dissolvido em 2019                               |

| Competindo na PLRF                                   |
| Competindo na LNF (2ª divisão)                       |
| Competindo na LPF (3ª divisão)                       |
| Competindo nas ligas amadores (abaixo da 3ª divisão) |
| Extinto (veja as notas)                              |

Notas
1. Para os clubes que foram renomeados, é mostrado o nome deles na temporada mais recente da liga russa. Os membros atuais são listados em negrito.
2. Inclui as eliminatórias do campeonato, não inclui as eliminatórias para o rebaixamento.
3. Para os propósitos dessa tabela, cada vitória valeu 3 pontos. O sistema de 3 pontos foi adotado em 1995.
4. O Terek perdeu 6 pontos em 2005.
5. O KAMAZ-Chally perdeu 6 pontos em 1997.

| Posição | Jogador             | Participações |
| ------- | ------------------- | ------------- |
| 1       | Sergei Semak        | 456           |
| 2       | Dmitri Loskov       | 452           |
| 3       | Sergei Ignashevich  | 440           |
| 4       | Igor Semshov        | 433           |
| 5       | Ruslan Adzhindzhal  | 397           |
| 6       | Valery Yesipov      | 390           |
| 7       | Dmitri Kirichenko   | 377           |
| 8       | Deividas Šemberas   | 369           |
| 9       | Konstantin Zyryanov | 365           |
| 10      | Evgeni Aldonin      | 353           |

| Posição | Jogador             | Gols | Participações | Média por partida |
| ------- | ------------------- | ---- | ------------- | ----------------- |
| 1       | Oleg Veretennikov   | 143  | 274           | 0.52              |
| 2       | Aleksandr Kerzhakov | 138  | 326           | 0.42              |
| 3       | Dmitri Kirichenko   | 129  | 377           | 0.34              |
| 4       | Dmitri Loskov       | 120  | 452           | 0.27              |
| 5       | Sergei Semak        | 102  | 456           | 0.22              |
| 6       | Roman Pavlyuchenko  | 100  | 288           | 0.35              |
| 7       | Andrey Tikhonov     | 98   | 346           | 0.28              |
| 8       | Igor Semshov        | 98   | 433           | 0.23              |
| 9       | Yegor Titov         | 88   | 336           | 0.26              |
| 10      | Valery Yesipov      | 88   | 390           | 0.23              |

## Cobertura de mídiage

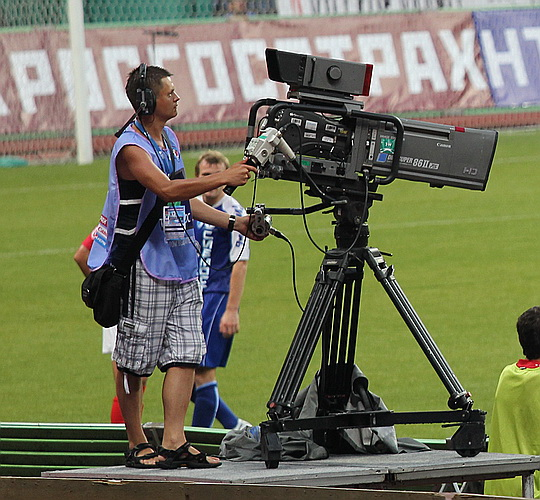
Cinegrafista da NTV Plus